# Enoch Zander
Enoch Detlef Hartwig Zander (* 19. Juni 1873 in Zirzow; † 15. Juni 1957 in Erlangen) war ein deutscher Zoologe, Imker und Bienenkundler. Durch ihn erlangte die wissenschaftliche Erforschung der Honigbiene in Deutschland Weltgeltung.

## Leben
Enoch Zander wurde als Sohn des namensgleichen Landwirtes und Gutspächters von Zirzow bei Neubrandenburg, Enoch Zander (* 1847), geboren und verbrachte seine Kindheit in Schmachthagen und ab 1883 in Waren (Müritz), wo er 1893 am Städtischen Gymnasium sein Abitur ablegte. 1893 begann er an der Universität Erlangen ein Studium der Botanik, wechselte aber bald zur Zoologie. 1895 setzte er sein Studium an der Universität Kiel fort, 1895/96 an der Universität Rostock. 1896 wurde er in Erlangen promoviert und als Assistent am Zoologischen Institut angestellt.
1899 hielt er sich zu Studien an der von Felix Anton Dohrn eingerichteten „Zoologischen Station“ in Neapel auf. 1903 nahm er eine Stelle als Assistent am Institut für internationale Meeresforschung an der Universität Kiel an. Dort habilitierte er sich als Privatdozent der Zoologie.
Obwohl ihn auch die Meeresbiologie interessierte, wandte er sich den noch wenig erforschten Bienen zu. 1907 wurde er wissenschaftlicher Leiter der neugegründeten Königlichen Anstalt für Bienenzucht in Erlangen. 1909 erhielt er eine außerordentliche Professur an der Universität Erlangen und 1910 wurde er Direktor der Anstalt. 1927 trat er die Nachfolge von Albert Fleischmann als ordentlicher Professor und Gesamtleiter der, seit 1918 umbenannten, Staatlichen Anstalt für Bienenzucht an. 1935 wurde Zander in die Leopoldina gewählt. 1937 wurde er pensioniert. Während des Zweiten Weltkriegs übernahm er 1942 erneut einen Lehrstuhl, seine endgültige Pensionierung erfolgte im August 1948.
Enoch Zander verfasste etwa 500 Schriften zur Bienenkunde. Er konstruierte zusammen mit dem Imker Johann Merz die Zanderbeute als eine Magazinbeute, die in Deutschland eine große Verbreitung erfahren hat. Wesentliche Beiträge leistete er zur Geschlechtsbestimmung der Bienen sowie zur Erforschung und Bekämpfung von Bienenkrankheiten. So entdeckte er 1909 den Erreger der Nosema, einer bis dahin nicht bestimmbaren Darmkrankheit der Honigbiene, nach ihm als Nosema apis Zander bezeichnet. Er entwickelte ein beispielgebendes Verfahren zur Weiselzucht und führte die Königinnenzucht in Deutschland ein. Enoch Zander befasste sich als Erster mit der Bestimmung der Herkunft von Honig mit Hilfe der Pollenanalyse. Dazu dehnte er seine Forschungen auf die Bienenweide aus und untersuchte auch die Waldtracht.
Anlässlich seines 70. Geburtstages wurde er 1943 mit der Goethe-Medaille für Kunst und Wissenschaft geehrt. Später erhielt er das Bundesverdienstkreuz. Im Oktober 1952 wurde er zum Ehrenvorsitzenden der Deutschen Gesellschaft für angewandte Entomologie gewählt.  Der Deutsche Imkerbund ehrte ihn mit der Ernennung zum Ehrenimkermeister.
Enoch Zander war seit 1913 mit Elisabetha Jacob († 1946) verheiratet.
Auf eigenen Wunsch wurde er am 5. Juli 1957 in Waren (Müritz) beigesetzt.
1964 stiftete der Landesverband Bayrischer Imker ihm zu Ehren die Medaille „Für besondere Verdienste“ (Zander-Medaille).

## Schriften (Auswahl)
- Handbuch der Bienenkunde in Einzeldarstellungen. 7 Bände. E. Ulmer, Stuttgart 1910–1930;
  - Band 1: Die Faulbrut und ihre Bekämpfung. 1910;
  - Band 2: Krankheiten und Schädlinge der erwachsenen Bienen. 1911;
  - Band 3: Der Bau der Biene. 1911;
  - Band 4: Das Leben der Biene. 1913;
  - Band 5: Die Zucht der Biene. 1920;
  - Band 6: Der Honig. Sein Wesen, Werden und Wert, sowie die Grundzüge seiner Untersuchung. Für Forscher, Imker und Verbraucher. 1927;
  - Band 7: Die Bienenweide. Ihre heutige Verfassung und die Möglichkeiten ihrer Verbesserung. 1930.
- Die Wunder des Meeres (= Die Bücherei der Volkshochschule. 19, ZDB-ID 537364-5). Velhagen & Klasing, Bielefeld 1921.
- Beiträge zur Herkunftsbestimmung bei Honig. 5 Bände. 1935–1951;
  - Band 1: Pollengestaltung und Herkunftsbestimmung bei Honig. Mit besonderer Berücksichtigung des deutschen Trachtgebietes. Verlag der Reichsfachgruppe Imker e.V., Berlin 1935;
  - Band 2: Pollengestaltung und Herkunftsbestimmung bei Honig. Mit besonderer Berücksichtigung des deutschen Trachtgebietes. (Fortsetzung und Schluß). Liedloff, Loth & Michaelis, Leipzig 1937;
  - Band 3: Pollengestaltung und Herkunftsbestimmung bei Honig. Mit besonderer Berücksichtigung eines über 3000 Jahre alten ägyptischen Honigs. Liedloff, Loth & Michaelis, Leipzig 1937;
  - Band 4: Studien zur Herkunftsbestimmung bei Waldhonigen. Mit besonderer Berücksichtigung der heimischen Waldgebiete nebst einem Anhangskapitel über echte Verunreinigungen von Honig jeglicher Art. Ehrenwirth, München 1949;
  - Band 5: Letzte Nachträge zur Pollengestaltung und Herkunftsbestimmung bei Blütenhonig. Liedloff, Loth & Michaelis, Leipzig 1951.
- Bienenkunde im Obstbau (= Grundlagen und Fortschritte im Garten- und Weinbau. 20, ZDB-ID 820044-0). E. Ulmer, Stuttgart 1936.